# Пхетбури (провинция)
Пхетбу́ри (тайск. เพชรบุรี) — провинция на юге центральной части Таиланда.
Административным центром является город Пхетбури.

## Географическое положение
Провинция лежит в северной части полуострова Малакка, в 170 км к юго-западу от столицы Таиланда — Бангкока. Территория провинции богата ландшафтами: на востоке это побережье Сиамского залива, на западе — хребет Билау, образующий естественную границу с Мьянмой.
Здесь же расположен самый крупный национальный парк Таиланда Кенг Крачан, занимающий около половины территории провинции — 3000 км². Это преимущественно влажные тропические леса в горах вдоль государственной границы Таиланда с Мьянмой. Кроме того, здесь же находится водохранилище Кенг Крачан.
Главная река провинции — Пхетбури, вторая значимая река — Пранбури.

## Климат
Климат — тропический муссонный.
| Показатель                    | Янв. | Фев. | Март | Апр. | Май | Июнь | Июль | Авг. | Сен. | Окт. | Нояб. | Дек. | Год   |
| ----------------------------- | ---- | ---- | ---- | ---- | --- | ---- | ---- | ---- | ---- | ---- | ----- | ---- | ----- |
| Средний суточный максимум, °C | 31   | 33   | 36   | 37   | 35  | 33   | 32   | 32   | 32   | 32   | 31    | 30   | 32,8  |
| Средний суточный минимум, °C  | 14   | 16   | 20   | 23   | 24  | 23   | 23   | 23   | 23   | 22   | 19    | 15   | 20,4  |
| Норма осадков, мм             | 7    | 5    | 20   | 71   | 179 | 121  | 144  | 232  | 191  | 97   | 21    | 3    | 1,091 |

## История
История провинции восходит к VIII веку, к эпохе монов, но и до этого здесь находился важный торговый центр. После завоевательных походов короля Рамакхамхаенга Великого в XIII веке провинция становится вассалом государства Сукхотаи. Затем, после перехода власти к Аютии, провинция находилась под влиянием Сиама. В 1350 году, после коронации Раматхибоди I, провинция Пхетбури была окончательно присоединена к Аютии.
Король Монгкут (Рама IV) построил неподалёку от города Пхетчабури дворец Кхао Ванг, являющийся сегодня частью исторического парка Пра Накхон Кхири (Phra Nakhon Khiri).

## Административное деление

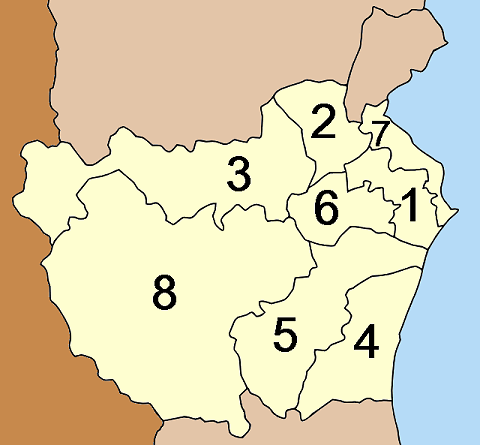
Административное деление провинции Пхетбури

Провинция подразделяется на 8 районов (ампхе), которые, в свою очередь, состоят из 93 подрайонов (тамбон) и 681 поселений (мубан):
1. Mueang Phetchaburi (อำเภอเมืองเพชรบุรี)
2. Khao Yoi (อำเภอเขาย้อย)
3. Nong Ya Plong (อำเภอหนองหญ้าปล้อง)
4. Cha-am (อำเภอชะอำ)
5. Tha Yang (อำเภอท่ายาง)
6. Ban Lat (อำเภอบ้านลาด)
7. Ban Laem (อำเภอบ้านแหลม)
8. Kaeng Krachan (อำเภอแก่งกระจาน)

## Экономика и промышленность
В течение многих веков в провинции выращивается сахарный тростник. Главной сельскохозяйственной культурой являются кокосовые пальмы, а также рис и фрукты.
Валовой социальный продукт провинции в 2004 году составлял 39 589 млн бат.

## Культура
- Праздник Пра Накхон Кхири (Phra Nakhon Khiri, งานพระนครคีรี) — проходит в конце февраля в течение пяти дней. В программе: костюмированные шествия, разнообразные выставки, презентации кулинаров и многое другое.
- Фестиваль тайской песни Дам (ประเพณีไทยทรงดำ) — ежегодный фестиваль, проходящий 18 апреля

## Достопримечательности и туризм

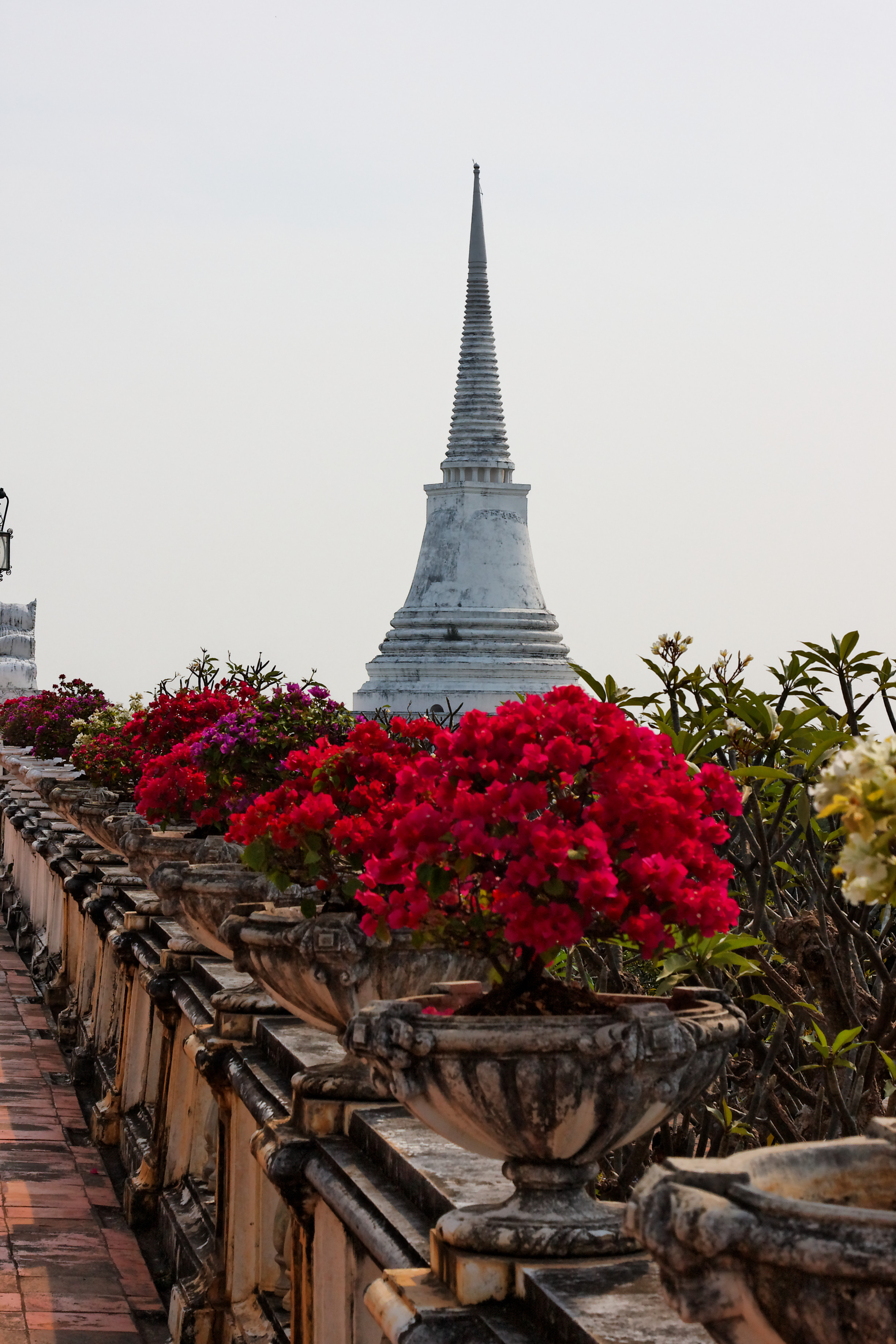
Исторический парк Накхон Кхири

- Исторический парк Накхон Кхири (тайск. อุทยานประวัติศาสตร์พระนครคีรี) — в нём располагаются старые дворцы и храмы, построенные в тайском и китайском стиле.
- Дворец Мригдаяван (тайск. พระราชนิเวศน์มฤคทายวัน) — деревянный дворец на побережье, бывшая королевская летняя резиденция Рамы IV в 20-е годы XX века.
- Дворец Пхра Рам Ратчанивет (тайск. พระรามราชนิเวศน์) — бывший королевский дворец, построенный в начале XX века в традициях европейской архитектуры.
- Храм Махатхат Воравихан (тайск. วัดมหาธาตุวรวิหาร).
- Храм Яй Суваннарам (тайск. วัดใหญ่สุวรรณาราม) — главное здание храма не имеет окон. Изнутри оно расписано изображениями мифических ангелов.
- Храм Кампхэнг Лэнг (тайск. วัดกำแพงแลง) — изначально здесь находилось место поклонения кхмеров. Позже он превратился в буддистский храм.
- Пляж Чаам (тайск. หาดชะอำ).
- Пляж Чао Самран (тайск. หาดเจ้าสำราญ) — по легенде, король Наресуан посещал это место и восхищался его красотой. Поэтому жители дали этому месту название «королевский пляж».
- Пляж Пык Тиан (тайск. หาดปึกเตียน) — знаменит статуей гигантской женщины, установленной прямо в воде.
- Пляж Лэм Луанг (тайск. หาดแหลมหลวง) — двухкилометровый пляж славится белым песком и чистой водой.
- Водохранилище и плотина Кэнг Крачан (тайск. เขื่อนแก่งกระจาน) — с плотины длиной 760 метров и высотой 58 метров открывается прекрасный вид на водоём и его острова. Расположены в национальном парке Кэнг Крачан, основанном 12 июня 1981 года.
- Пещера Кхао Луанг (тайск. ถ้ำเขาหลวง) — в ней находятся статуи Будды, возведённые по приказу короля Чулалонгкорна (Рамы V) в честь его отца, короля Монгкута (Рамы IV) и короля Рамы III; через трещины в пещере на статуи попадает солнечный свет, игра которого создаёт причудливый эффект. У подножия холма расположен буддистский монастырь.
- Центр увеличения популяции диких животных (тайск. ศูนย์เพาะเลี้ยงและขยายพันธุ์สัตว์ป่าห้วยทราย) — в 14 км от пляжа Чаам. В нём разводят редких млекопитающих и птиц.
- Рафтинг по реке Пхетбури — увлекательное путешествие по национальному парку Кэаенг Крачан.

Провинция Пхетбури славится своими сладостями, произведёнными на основе тростникового сахара, а также фруктами.